# Osbornellus unicolor
Osbornellus unicolor är en insektsart som beskrevs av Henry Fairfield Osborn 1900. Osbornellus unicolor ingår i släktet Osbornellus och familjen dvärgstritar. Inga underarter finns listade i Catalogue of Life.